# Sassongher
Der Sassongher (auch Sass Songher) ist ein 2665 m hoher Berg bei Corvara in den Dolomiten in Südtirol, Italien. Der markante Felsgipfel bildet den Südostpfeiler der Puezgruppe und ist Teil des Naturparks Puez-Geisler.

## Anstiegsmöglichkeiten
Die teils gesicherte Bergtour auf den Gipfel erfordert Trittsicherheit und Schwindelfreiheit. Ausgangspunkt ist der Ort Kolfuschg (Gemeinde Corvara). Von hier aus erfolgt der Aufstieg über die Edelweißhütte (1824 m ü. NHN) und die Sassongher-Scharte (2435 m ü. NHN).
Von der Edelweißhütte folgt man dem Verlauf des Edelweißtals ca. 25 Minuten bis zum Abzweig zur Sassongher-Scharte. Auf einem schmalen, teilweise steilen Weg überwindet man den felsigen Sockel des Sassongher, wobei Geübte kaum vor größere Schwierigkeiten gestellt werden. Teilweise verläuft der steinige Weg direkt am Abgrund, sodass insbesondere beim Abstieg wegen der Rutschgefahr gutes Schuhwerk und Trittsicherheit unverzichtbar sind. Von der Sassongher-Scharte aus gelangt man über einen Schuttfächer in eine durch Drahtseile gesicherte Kletterpassage. Hier sind in griffigem Fels einige künstliche Tritte installiert, mit deren Hilfe man ca. 30 Höhenmeter überwinden kann. Obwohl dieser Weg in den Wanderkarten als Klettersteig ausgewiesen wird, kann man bei einiger Bergerfahrung und bei gutem Wetter bedenkenlos ungesichert aufsteigen, da der schwierige Abschnitt recht kurz ist und der Anstieg stufenweise erfolgt, sodass kein tiefer Absturz möglich ist.
Nach rund 2–2 1⁄2 Stunden (ausgehend von der Edelweißhütte) erreicht man den Gipfel, der bei guten Sichtverhältnissen einen bemerkenswerten Ausblick auf Sella, Marmolata und Alpenhauptkamm bietet.
Der Abstieg verläuft bis zur Sassongher-Scharte wie der Aufstieg. Dort kann man sich entscheiden, ob man anstatt desselben Weges die 1200 Höhenmeter auf der anderen Seite der Scharte nach Stern absteigt.

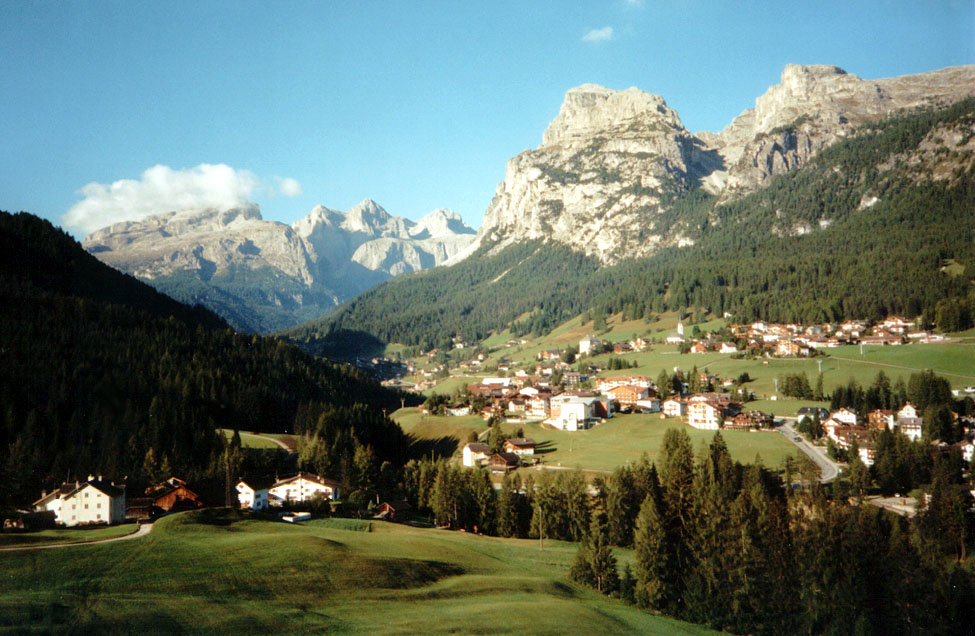
Stern im Gadertal mit Sellastock und Sassongher
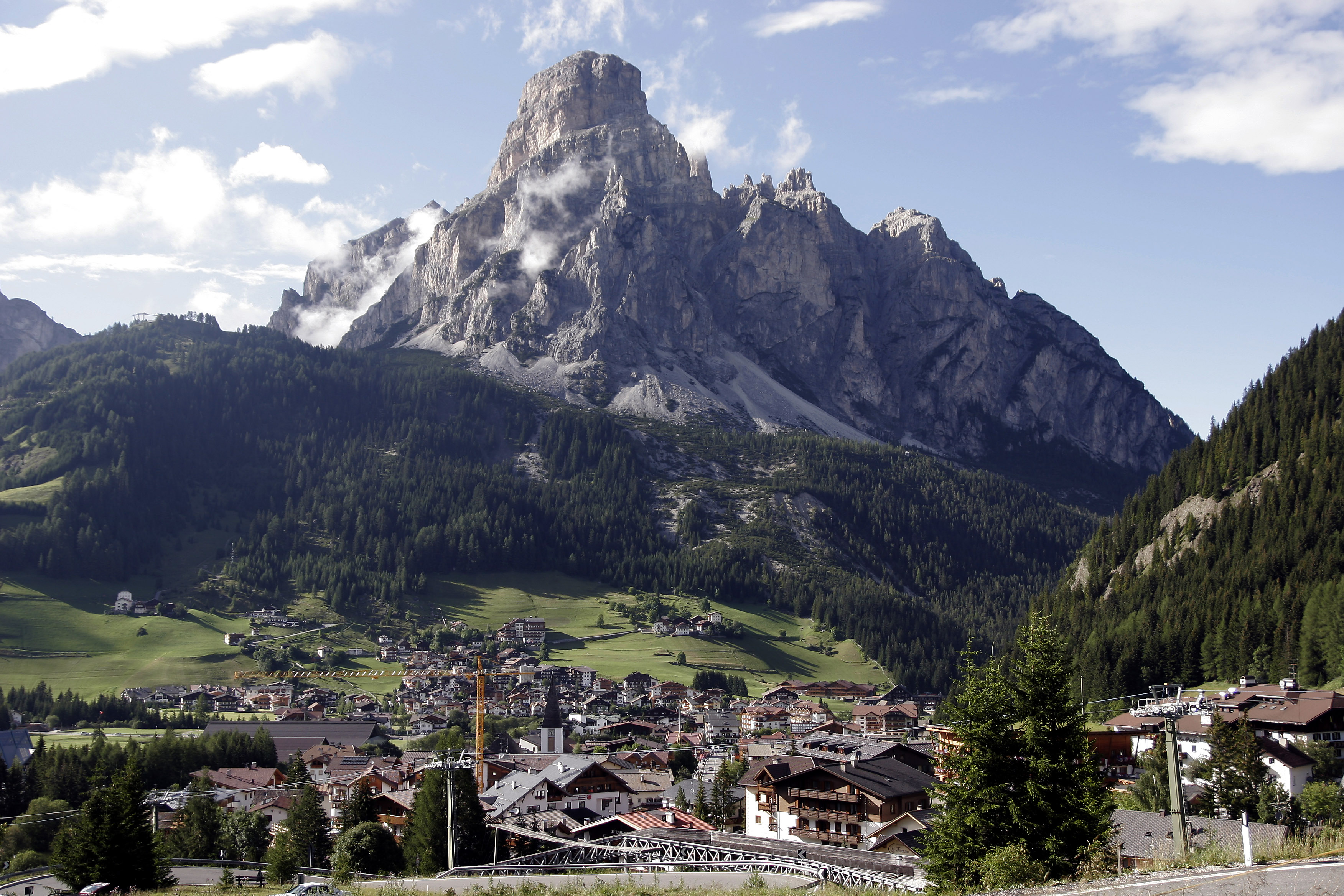
Der Sassongher mit Corvara im Vordergrund
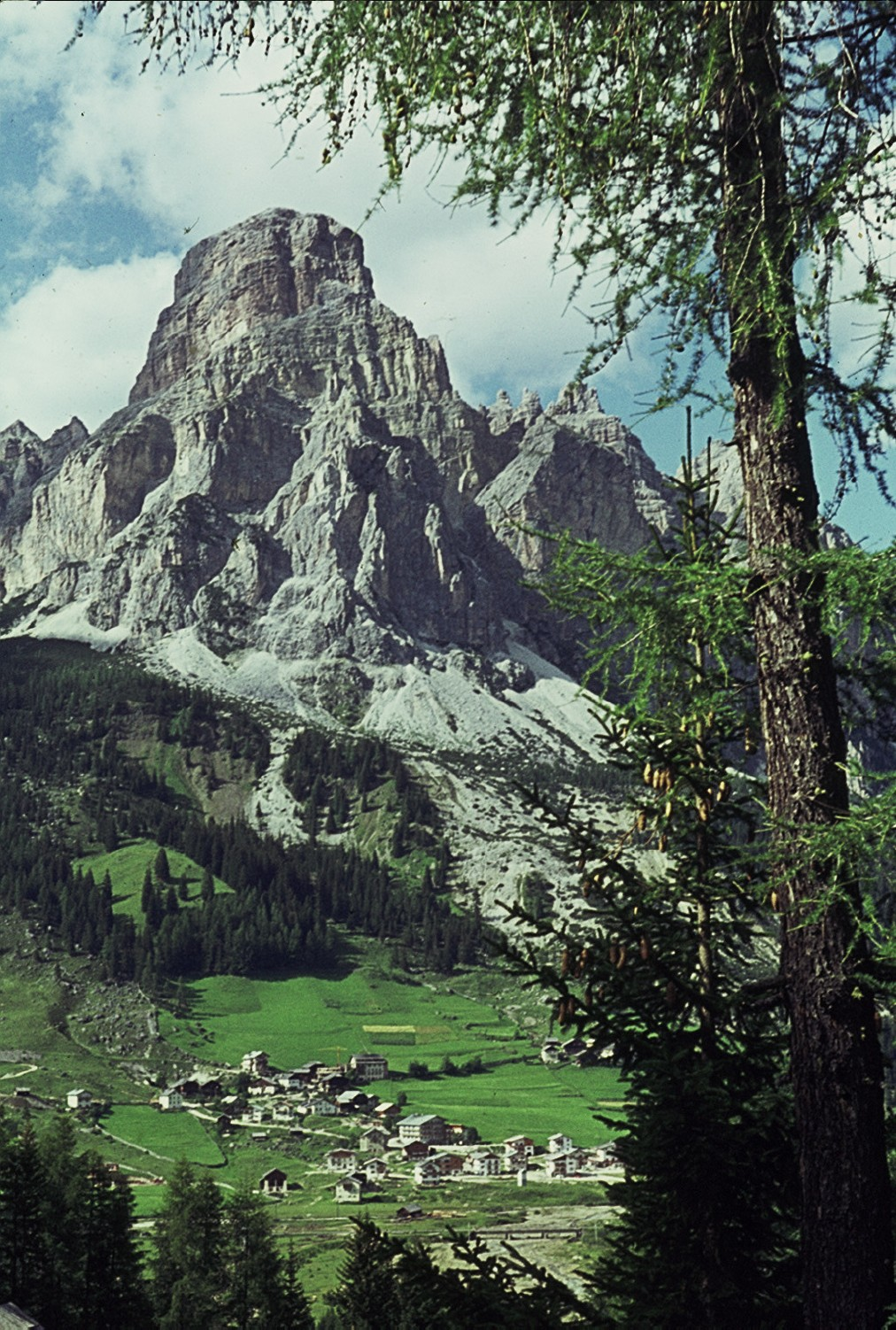
Dieselbe Ansicht, in den 60er Jahren